# Edgar Hilsenrath
Edgar Hilsenrath (Lipsia, 2 aprile 1926 – Wittlich, 30 dicembre 2018) è stato uno scrittore ebreo tedesco.
Le sue opere principali sono: Nacht (Notte), Der Nazi & der Friseur (Il nazista e il barbiere) e Das Märchen vom letzten Gedanken (La storia dell'ultimo pensiero). Hilsenrath ha ricevuto molti premi per i suoi lavori.
Per il suo racconto Das Märchen vom letzten Gedanken, sul genocidio armeno, ha ricevuto il premio di stato in letteratura della repubblica armena, dal presidente dell'Armenia.

## Biografia
Hilsenrath nacque nel 1926 a Lipsia. Nel 1938 sua madre scappò con il figlio a Siret, in Romania, per sfuggire alla persecuzione degli ebrei.
Quando però doveva iscriversi alla scuola superiore, lui e sua madre furono internati nel ghetto di Černivci.
Cominciò a scrivere sull'olocausto dopo la sua liberazione, quando si trasferì a Parigi. Hilsenrath ha vissuto anche in Palestina, Israele e New York.
Secondo Dagmar Lorenz del Simon Wiesenthal Center, "Hilsenrath chiama le cose con il loro proprio nome, e dipinge la vita principalmente come fisicità, dei cui dettagli il lettore viene costantemente informato: nascita, educazione, nutrizione, sessualità, ed escrezione, accompagnate da sentimenti di piacere e di dolore. La retorica dei politici e la teoria politica sono mostrate nel loro essere gli schemi di esseri alla fine dipendenti da questi processi corporei e soggetti a desideri fisici. La vera impostazione di Hilsenrath è una protesta contro la mancanza di rispetto verso il corpo mortale, contro la tirannia della mente sulla materia."

## Opere
Il primo romanzo "Nacht" è stato tradotto in Italia dalla casa editrice Voland con il titolo "Notte". Descrive la vita e la sopravvivenza in un ghetto ebreo di Prokov in Ucraina, il cui protagonista è un antieroe cinico e spietato, disposto a tutto pur di sopravvivere. Nella grottesca storia "Der Nazi & der Friseur", pubblicata nel 1971 in USA, un pluriomicida delle S.S., che in seguito assume identità ebrea e fugge in Israele, descrive le crudeltà da lui commesse.